# Карсон Сити
Карсон Сити град је у САД. Главни је град Неваде. Има 55.289 становника и заузима 435 km².

## Историја
Први Американци европског порекла који су стилги у данашњу Долину орлова били су Џон Фримонт и његова експедиција у јануару 1843. Фримонт је назвао реку која протиче долином реком Карсон у част Кита Карсона, трапера и извиђача којег је унајмио за своју експедицију. Пре Фримонтове експедиције, племе Вошо је насељавало долину и њену околину. По њима су досељеници назвали ову област.

## Географија
Карсон Сити се налази на надморској висини од 1.463 m.

## Демографија
По попису из 2010. године број становника је 55.274, што је 2.817 (5,4%) становника више него 2000. године.
|                   | 2010.           | 2000.           |
| Укупно            | 55 274 (100,0%) | 52 457 (100,0%) |
| Белци             | 39 083 (70,71%) | 41 204 (78,55%) |
| Хиспаноамериканци | 11 777 (21,31%) | 7 466 (14,23%)  |
| Остали            | 2 179 (3,942%)  | 1 911 (3,643%)  |
| Азијати           | 1 181 (2,137%)  | 930 (1,773%)    |
| Афроамериканци    | 1 054 (1,907%)  | 946 (1,803%)    |